# Садбери, Саймон
Саймон Теобальд, или Саймон Садбери (около 1316 — 14 июня 1381, Лондон, Англия) — архиепископ Кентерберийский (1375—1381), а также епископ Лондона.
Саймон родился в Садбери (графство Саффолк), обучался в Парижском университете и был одним из священников, которых папа Иннокентий VI отправил в 1356 году с миссией к английскому королю Эдуарду III.
В октябре 1361 папа назначил Саймона епископом Лондона. 4 мая 1375 Саймон стал архиепископом Кентерберийским и до конца своей жизни оставался сторонником Джона Гонта, герцога Ланкастера. В июле 1377 года Саймон короновал Ричарда II. В 1378 на суде в Ламбете перед ним предстал Джон Уиклиф.
В январе 1380 года Садбери стал лордом-канцлером Англии, и восставшие крестьяне считали его одним из главных виновников своих бед. Освободив Джона Болла из тюрьмы в Мейдстоне, повстанцы напали на Кентербери и Ламбет, а затем, взяв штурмом лондонский Тауэр, схватили самого Садбери. Он был настолько непопулярен, что стража беспрепятственно пропустила толпу. Садбери приволокли на Тауэрский холм и обезглавили 14 июня 1381 года. Впоследствии его тело захоронили в Кентерберийском соборе, за исключением головы, которая была выставлена на Лондонском мосту и сейчас хранится в церкви Святого Григория в Садбери (Саффолк), которую архиепископ частично перестроил.